# Port lotniczy Analalava
Port lotniczy Analalava (IATA: HVA, ICAO: FMNL) – port lotniczy położony w Analalava na Madagaskarze.